# Navi (The Legend of Zelda)
Navi (ナビィ Nabyi ) es el nombre del hada que acompañaba a Link en el videojuego The Legend of Zelda: Ocarina of Time.
En un principio Link era uno de los habitantes del Bosque Kokiri y siendo parte de una raza llamada los Kokiri. Era un pueblo de niños que no podían envejecer por la influencia de una magia sagrada. Cada Kokiri poseía un hada guardián, y la deficiencia de Link al no poseer una provocó la burlas de sus compañeros. Más adelante se descubre que la causa de ello es que Link a diferencia de ellos era un Hyliano.
El Árbol Deku, el espíritu protector de la tierra, envía a Navi para liberarle de una maldición al buscar al chico sin hada. Link rompe la maldición y el Árbol Deku lo empuja a encontrarse con Zelda.
Navi ayuda a Link en su periplo, aconsejándolo y dirigiéndolo.
Cuando Link vuelve a su propio tiempo tras haber derrotado a Ganondorf, Navi se marcha. La desaparición de Navi se puede explicar por el hecho de que su deber al Árbol Deku había expirado después de que Link al regresar al pasado provocara que Ganondorf no pudiera entrar al Reino Sagrado y así no pudiera hacerse con la Trifuerza. 
En The Legend of Zelda: Majora's Mask, se sabe que Link se alejó de la tierra de Hyrule para buscarla, ya que se hace alusión en el juego: "curtido en mil batallas, una vez viajó por el tiempo, embarcándose en una aventura. Una aventura secreta y personal... Una aventura en busca de un querido amigo... Un amigo del que se separó cuando finalmente cumplió su heroico destino y ocupó su lugar junto a las leyendas..." y surge el sonido del vuelo de Navi.
- Datos: Q6039019
- Multimedia: Cosplay of Navi (The Legend of Zelda) / Q6039019